# Tizian Hümmer
Tizian Hümmer (* 16. Mai 2003 in Schweinfurt) ist ein deutscher Fußballspieler.

## Karriere
Er begann mit dem Fußballspielen in der Jugendabteilung des Würzburger FV. Im Sommer 2016 wechselte er in die Jugendabteilung der Würzburger Kickers. Nachdem er alle Jugendmannschaften seines Vereins durchlaufen und auch schon im Landespokal mit Torerfolg zum Einsatz gekommen war, kam er dort auch zu seinem ersten Einsatz im Profibereich, als er am 11. September 2021, dem 8. Spieltag, beim 0:0-Heimunentschieden gegen den TSV Havelse in der 71. Spielminute für Louis Breunig eingewechselt wurde. Zum Ende der Saison stieg Hümmer mit den Würzburger Kickers in die viertklassige Regionalliga Bayern ab.
Im August 2022 wechselte Hümmer ablösefrei zum TSV Abtswind in die fünftklassige Bayernliga.